# 玉兔 (藝人)
鄭如吟（英語：Bella Cheng，1986年3月19日—），藝名玉兔，台灣女藝人，畢業於臺北縣馬偕護專。綜藝節目《我愛黑澀會》之「洪詩幫」成員。雖非黑Girl成員之一，但憑著亮麗的外型與精湛的舞藝，以及花式調酒技術，擁有不錯的人氣，接下廣告與活動的代言工作。
2009年5月16日她與洪詩、允菲、斯亞在西門町紅樓的河岸留言參加由Channel V為他們舉辦的「黑澀音樂同樂會」。
2022年3月30日，在個人IG宣布與交往7年的導演男友Howard結婚，而證婚人是廖人帥與Duncan。11月5日，兒子「小兔仔子」誕生。

## 影視作品

### 節目主持
- 超視
  - 《生活接力棒》
- TVBS-G
  - 《天天大精彩》（助理主持）
- Channel V
  - 《我愛黑澀棒棒堂》
  - 《我愛黑澀會》[5][6]
  - 《美眉普普風》
  - 《VJ普普風》
  - 《流行In House》

### 電視劇
- 2017年《逃婚一百次》飾 芳如[7]
- 2018年《我的刁蠻女明星》飾 客串

### 電影
- 2014年《屍城》飾 GIGI
- 2019年《舞極限 (電影)》飾 靖瑤

### 音乐录影带(MV)
- 《舞可取代》（小、王子，2010/07/08)

## 參與活動
- 遠傳氣象主播徵選賽(2007年3月)
- poker queen人氣女王票選 （页面存档备份，存于） (2008年12月)

## 雜誌專訪
- FHM男人幫2007年9月號（與米恩）
- FANS2008年2月號（與洪詩、斯亞、允菲）
- FANS2009年6月號 黑澀音樂同樂會報導（與洪詩、斯亞、允菲）
- 放肆玩2010年3月號 名人手繪樂特包慈善義賣報導（與洪詩)
- 滾! Boil 2010年3月號 （與洪詩)
- Yes!Magazine 2010年1005期（與洪詩、王子、小)

## 广告代言

### 广告
- Samsung MP3 U3系列（2007/07/09）
- 華歌爾嬪婷系列 （页面存档备份，存于）（2007年7月）

### 活動
- 嬪婷20青春學園祭 （页面存档备份，存于）（2007年7月）
- 96年度全國國中組租稅教育宣導活動，與米恩、米奇（2007年9月）

## 外部連結
- 玉兔 鄭如吟的Facebook專頁
- 玉兔Bella的新浪微博
- 玉兔的Instagram帳戶
- YouTube上的玉兔娘娘頻道